# (112797) Grantjudy
(112797) Grantjudy (2002 PH165) – planetoida z pasa głównego asteroid okrążająca Słońce w ciągu 3,44 lat w średniej odległości 2,28 j.a. Odkryta 9 sierpnia 2002 roku.